# 13ª Divisione fanteria "Re"
La 13ª Divisione di Fanteria Re fu una grande unità di fanteria del Regio Esercito durante la seconda guerra mondiale.

## Storia
Le origini della Divisione risalgono alla Brigata Savoia dell'Armata Sarda, costituita il 25 ottobre 1831 sul 1º e sul 2º Reggimento di Fanteria, sciolta il 15 ottobre 1871 insieme a tutte le brigate permanenti. Viene ricostituita nel 1926 come XIII Brigata di Fanteria, su base ternaria: il terzo reggimento è il 55º Reggimento di Fanteria "Marche", sostituito nel 1928 dal 56º Reggimento di Fanteria "Marche", della stessa disciolta Divisione Marche. La Brigata, insieme al 15º Reggimento di Artiglieria da Campagna, entra nell'organico della Divisione Militare Territoriale di Udine (13ª), trasformata nel 1934 in unità operativa con il nome di Divisione di Fanteria del Monte Nero (13ª). Nell'ambito del riordino del 1939, la Brigata, anch'essa ridenominata Brigata di Fanteria del Monte Nero (XIII), viene soppressa, ponendo il 1º Reggimento di Fanteria Re ed il 2º Reggimento di Fanteria Re, con il 34º Reggimento di Artiglieria, alle dirette dipendenze del Comando della 13ª Divisione  di Fanteria Re. Nel 1940, prima dell'entrata in guerra del Regno d'Italia, sostituisce il 34º con il 23º Reggimento di Artiglieria Timavo. Dopo il 10 giugno si schiera sulla linea Circhina-Idria-Montenero d'Idria-Santa Lucia d'Isonzo, dove rimane fino al 28 marzo 1941. Nello stesso mese riceve in organico la 75ª Legione CC.NN. Italo Balbo.
Il 6 aprile, con l'inizio dell'invasione della Jugoslavia, i reparti varcano il confine a Raune, occupando il 10 Ledine e Govecco e l'11 Žiri. Insegue il nemico in rotta in Slovenia fino a Lubiana e Dranska e dopo la fine delle ostilità si schiera come forza di occupazione. In maggio viene trasferita in Croazia per operazioni di rastrellamento. Da novembre i reparti della Divisione devono affrontare una lotta accanita contro reparti della resistenza jugoslava sempre più organizzati e forti. Gli attacchi continuano nel 1942 alle vie di comunicazione ed ai presidi tenuti dai reparti in Croazia e Slovenia. In ottobre la grande unità attacca e distrugge le posizioni partigiane sul Carso sloveno, poi a Gračac ed a Medak, sulla linea ferroviaria Ogulin-Spalato. Le operazioni contro i partigiani continuano nel 1943 in Dalmazia ed in Erzegovina, dove la Divisione prende parte alla Battaglia della Neretva, fino al 28 agosto, quando inizia il rientro in patria. Con l'annuncio dell'armistizio dell'8 settembre il Comando di Divisione viene sciolto, ma alcuni reparti partecipano alla difesa di Roma fino al 10, schierati sulla Via Aurelia a ridosso di Ladispoli, sul litorale tirrenico settentrionale.
Nell'ottobre 1975, per trasformazione del I Battaglione del disciolto 151º Reggimento Fanteria “Sassari”, si costituì a Trieste presso la Caserma “Vittorio Emanuele III” il 1º Battaglione Fanteria motorizzato “San Giusto”, erede della Bandiera di Guerra, delle glorie e delle tradizioni del 1º Reggimento Fanteria “Re”. In regime repubblicano, non potendosi intitolare un reparto ad un sovrano del passato, fu scelto il nome di San Giusto in omaggio al patrono della città di Trieste, sede del battaglione.

## Ordine di battaglia: 1940

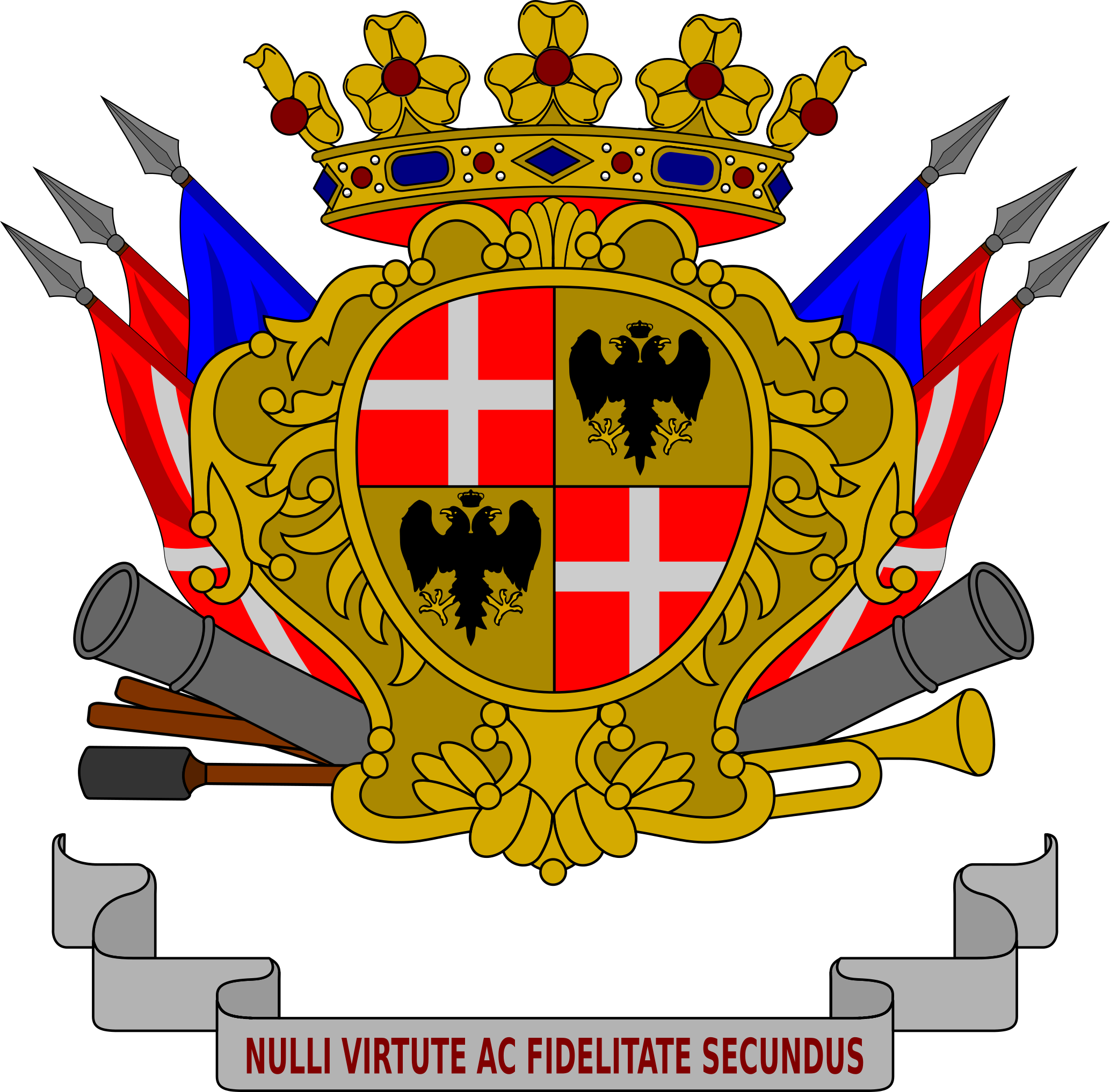
Stemma araldico del 2° Rgt.fanteria "Re", 1939

- 1º Reggimento fanteria "San Giusto"
- 2º Reggimento di Fanteria Re
- 75ª Legione CC.NN. Italo Balbo (dal 1941)
  - LXXV Battaglione CC.NN. XX Dicembre
  - LXXVI Battaglione CC.NN. Estense
  - 75ª Compagnia Mitraglieri CC.NN.
- 23º Reggimento di Artiglieria Timavo
  - I Gruppo
  - II Gruppo
  - III Gruppo
- XIII Battaglione Mortai da 81
- 13ª Compagnia Controcarro da 47/32
- 38ª Compagnia Genio
- 13ª Compagnia Mista Telegrafisti/Marconisti
- 28ª Sezione Fotoelettricisti
- 20ª Sezione di Sanità
- 28ª Sezione di Sussistenza
- 555ª Autosezione Pesante

## Ordine di battaglia: 1942/43
- Comando della fanteria divisionale (Gen. B. Antonio Cesaretti dal 1º marzo 1942, Gen. B. Giovanni De Bonis dal 22 dicembre 1942)
- 1º Reggimento fanteria "San Giusto"
- 2º Reggimento di Fanteria Re
- 75ª Legione CC.NN. Italo Balbo
  - LXXV Battaglione CC.NN. XX Dicembre
  - LXXVI Battaglione CC.NN. Estense
  - 75ª Compagnia Mitraglieri CC.NN.
- 23º Reggimento di Artiglieria
  - I Gruppo
  - II Gruppo
  - III Gruppo
  - 2ª Batteria/34º Reggimento  di Artiglieria
  - XII Battaglione Semoventi/12ª Divisione di Fanteria Sassari
- XIII Battaglione Mortai da 81
- 13ª Compagnia Controcarro da 47/32
- 13ª Compagnia Genio

## Comandanti: 1939-1943
- 13ª Divisione di Fanteria Monte Nero (1934-1939)
  - Gen. D. Luigi Negri
  - Gen. B. Giulio Rovere (sino al 21 maggio 1938)
  - Gen. B.  Benedetto Fiorenzoli (22 maggio 1938 - 1939)
- 13ª Divisione di Fanteria Re (1939-1940)
  - Gen. D.  Benedetto Fiorenzoli (1939 - 10 ottobre 1941)
  - Col. Francesco Soddu Millo (interim)
  - Gen. B. Ottorino Battista Dabbeni (15 novembre 1941 - 28 febbraio 1942)
  - Gen. B. Raffaele Pelligra (1º marzo 1942 - 11 luglio 1943)
  - Gen. B. Ottaviano Traniello (15 luglio - 10 settembre 1943)

## C.R.O.W.C.A.S.S.
I nomi di tre appartenenti alla Divisione Re figurano nell'elenco CROWCASS (Central Registry of War Criminals and Security Suspects) (1947), compilato dagli Alleati anglo-americani, delle persone ricercate dalla Jugoslavia per crimini di guerra.